# Martin Kafka
Martin Kafka (Región de Bohemia Central, 25 de julio de 1978) es un exjugador y entrenador checo de rugby que se desempeñaba como apertura. Actualmente es el entrenador de la Selección de rugby de República Checa. Es famoso por ser nieto del célebre escritor Franz Kafka y es considerado uno de los mejores jugadores que ha dado su país.

## Biografía
Martin Kafka comenzó a jugar al rugby a la temprana edad de siete en su ciudad natal Rícani, en el RC Říčany. En 1997 ingresó a la Universidad Carolina de Praga, en la Facultad de la Educación física y Deporte para estudiar profesorado de educación física.
Es el actual y ha sido correspondal especial de la revista checa Ragby. Se le ha podido ver recientemente en el III Congreso Internacional de Rugby celebrado en el Salón Internacional de la Facultad de Ciencias de la Actividad Física y del Deporte (INEF) de la Universidad Politécnica de Madrid.

## Carrera
Debutó en la primera de su club en 1998. En 1999 aterriza en España, en el Tecnidex Valencia, que le da la oportunidad de convertirse en jugador semi-profesional. Allí juega dos temporadas en segunda división (División de Honor B).
En el año 2001, Martin deja Valencia y ficha por el Moraleja Alcobendas Rugby Unión con el objetivo de convertirse en el referente en el campo del nuevo proyecto profesional en el que estaba embarcado el club junto con otros jugadores de renombre como los hermanos Socías, Steve Tuineau o los hermanos Souto. Allí pasa unos de sus mejores años como jugador de rugby en donde se proclama campeón de liga en 2002 y lleva al M.A.R.U a conquistar la primera victoria de un club español en competiciones europeas frente al Overmatch Parma. A nivel individual fue galardonado como máximo anotador de la División de Honor tanto en 2002 (311 puntos, récord absoluto en España) como en 2003 (276 puntos). Su actuación no pasó desapercibida en Europa y tras la mala racha económica que atravesaba el M.A.R.U, Martin fichó por el potente Castres Olympique de la primera división francesa, que por entonces contaba con dieciséis equipos (Top 16). Tras un año allí recaló en el Racing Métro 92, pero ya en la ProD2 (Segunda división). Por último, en 2005, Martin decidió cruzar medio mundo para recalar y probar suerte en los Sanix Blues Fukuoka equipo que milita en la primera división japonesa (Top League) donde se retiró en 2006.

### Selección nacional
Martin Kafka fue internacional en 37 ocasiones con su país hasta 2006, año en el que jugó su último partido frente a España el 30 de septiembre (derrota checa 46-17 con try de Kafka).

## Palmarés
- Campeón de la División de Honor de 2001-02.

### Distinciones individuales
- Mejor jugador checo en 2002.

Fue segundo en 2003 y tercero en 2004 y 2005.